# Skolen ved Sundet
 Der er for få eller ingen kildehenvisninger i denne artikel, hvilket er et problem. Du kan hjælpe ved at angive troværdige kilder til de påstande, som fremføres i artiklen.

Skolen ved Sundet er en københavnsk folkeskole på Samosvej på Amager. På skolen er der børnehaveklasse og op til 9. klassetrin. Bygningen er fra 1938 og regnes for et funktionalistisk hovedværk af Kaj Gottlob. Til skolen hører specialklasserækken, Friluftsskolen, for børn med væsentlige motoriske handicap.